# 埃尔蓬特德苏埃尔特
埃尔蓬特德苏埃尔特，是西班牙加泰罗尼亚莱里达省的一个市镇。 总面积149平方公里，总人口2048人（2001年），人口密度14人/平方公里。